# Esteban I (papa)
Esteban I (Roma, c. 200-2 de agosto de 257) fue el 23.er papa de la Iglesia católica (de 254 a 257). Se le atribuye la prohibición de que las vestiduras eclesiásticas fueran empleadas para usos mundanos. Su festividad se conmemora el 2 de agosto.

## Biografía
Hijo de un tal Jovius, era archidiácono cuando sucedió a Lucio I. Su pontificado se inserta entre dos olas de persecuciones contra los cristianos. Esto, aunque supuso un periodo de tranquilidad respecto a sus relaciones con el Imperio romano, suscitó un recrudecimiento en el seno de la Iglesia acerca del problema de los lapsi, cristianos que renegaban de su religión.
En efecto, rompiendo con la postura de sus dos predecesores, Esteban I era contrario a la readmisión en el seno de la Iglesia de los cristianos que habían apostatado de su fe durante los periodos de persecución sufridos.

## Enfrentamiento con el obispo de Cartago
La postura rigorista respecto a los antiguos apóstatas, defendida también por los novacianos, unida a su defensa de la validez del bautismo administrado por clérigos que habían apostatado, supuso su enfrentamiento con la Iglesia de África, encabezada por el obispo de Cartago San Cipriano, y con las Iglesias de Alejandría y Cesarea que sostenían tanto la readmisión de los lapsi como la necesidad de un nuevo bautismo para los bautizados por estos.
Para imponer su opinión en la controversia desatada respecto a los lapsi (Novacianismo), Esteban hizo uso de la autoridad que tenía la Iglesia de Roma, una autoridad no solo moral sobre las restantes Iglesias de la cristiandad, sino además jurídica que le permitía imponerse sobre el resto de las iglesias del mundo. 
Esto llevó a una ruptura de las iglesias africanas con Roma que se mantuvo hasta la muerte de Esteban, que según la tradición se debió al martirio al ser degollado sobre la misma silla pontificia durante las nuevas persecuciones ordenadas por el emperador Valeriano.
Fue enterrado en las Catacumbas de San Calixto y su cuerpo fue trasladado por el papa Paulo I a la Iglesia de San Silvestre en Capite, donde fue hallado en 1596. El papa Clemente VIII lo hizo mover debajo del altar mayor. Según la tradición, en 1682 su cuerpo fue nuevamente trasladado a la Iglesia de San Esteban del Cavalieri en Pisa, sede de la Orden de Santo Esteban Papa y Mártir instituida por el papa Pío IV en 1561 para perpetuar su memoria.

### Argumento delTu es petrus
San Esteban quiso dominar al obispo de Cartago (San Cipriano) ejerciendo la primacía de su obispado de Roma sobre los otros con el argumento del Tu es petrus que se encuentra en el Evangelio de Mateo:

"Y yo te digo que tú eres Pedro y sobre esta roca, Yo edificaré mi Iglesia y el poder del infierno no prevalecerá contra ella. A ti te daré las llaves del Reino de los cielos; y todo lo que atares sobre la tierra será también atado en los cielos; y todo lo que desatares sobre la tierra será también desatado en los cielos" (Mateo 16, 13-20)